# Dimítrios Moúgios
Dimítrios Moúgios (grec moderne : Δημήτριος Μούγιος ; né le 13 octobre 1981) est un rameur grec. Il participe aux Jeux olympiques d'été de 2008 et remporte la médaille d'argent dans l'épreuve du deux de couple poids légers.

## Palmarès

### Jeux olympiques d'été
- 2008 à Pékin,  Chine
  -  Médaille d'argent en deux de couple poids légers

### Championnats du monde
- 2007 à Munich,  Allemagne
  -  Médaille d'argent en deux de couple poids légers

### Championnats d'Europe
- 2007 à Poznań,  Pologne
  -  Médaille d'argent en deux de couple poids légers
- 2008 à Marathon,  Grèce
  -  Médaille d'or en deux de couple poids légers
- 2009 à Brest,  Biélorussie
  -  Médaille d'or en deux de couple poids légers